# ثيودور روبرت دودلي
ثيودور روبرت دودلي (بالإنجليزية: Theodore Robert Dudley)‏ هو عالم نبات أمريكي، ولد في 1936 في بوسطن في الولايات المتحدة، وتوفي في 17 نوفمبر 1994 في بار هربور في الولايات المتحدة بسبب سرطان.